# Вълчан Петров
Вълчан Петров е български художник, живописец, монументалист.

## Биография
Роден на 18 май 1947 г. в гр. Хисар. През 1966 г. завършва Художествената гимназия в София. Завършва (1975) монументално-декоративна живопис във ВИИИ „Николай Павлович“, София, при проф. Мито Гановски и проф. Георги Богданов. През 1979 г. става член на СБХ и IAA. Преподавател по рисуване в Художествената гимназия, Пловдив (1980 – 1984), директор на Пловдивската художествена галерия (1984 – 1993). От 1993 г. е художник на свободна практика.

## Творчество
Работи предимно композиции с особен маниер на интерпретиране на старата българска икона и теми от митологията; създава стенописи, мозайки, сграфита. От 1975 г. участва в ОХИ, в изложби в чужбина: Лондон, Хага, Варшава и др., урежда самостоятелни изложби в Михайловград (1978) и Пловдив (1979).
- творби: „Обред“ (1976), „Актьор“ (1979), „Триптих за Адам и Ева, дяволът и ХХ век“ (1980), „Златен век“ (1983, диптих), „Притча за слънцето“ (1983), „Жената – майка“ (1985) – композиции;
- монументални творби: „50 години Септемврийско въстание“ – стенопис в кино „Г. Димитров“, Михайловград (1975), „Възраждане“ – сграфито на калкан в двора на САБ, София (1975), „Хисар – древен и млад“ – мозайка във фоайето на НЧ „Иван Вазов – 1904 г.“, гр. Хисаря (1984, смалт и камък), „История на фармацевтиката“ – стенопис в аптека № 22, Пловдив (1985), декоративно пано в Централната лаборатория за микропроцесорни устройства, Пловдив (1984, камък и смалтова мозайка, с колектив Димо Кенов и арх. Нели Янева).

Вълчан Петров има над 15 фрески, мозайки и керамики в различни градове в България и един в Пескара, Италия. Негови творби са собственост на колекциите на Националната художествена галерия в София, Софийска градска художествена галерия и Градска галерия – Пловдив. Шестнайсет галерии на български градове притежават също негови творби.
Творби на Вълчан Петров са собственост на музеи и частни колекции в: Мексико, Бразилия, Франция, Великобритания, Белгия, Холандия, Полша, Чехия, Сърбия, Унгария, Германия, Испания, Италия, Австрия, Швеция, Португалия, Русия, Литва, Канада, Турция, Малта, Гърция, Япония и Швейцария.

## Самостоятелни изложби
- 1976 – Монтана, България
- 1979 – Пловдив, България
- 1980 – София, България
- 1990 – Торонто, Канада – галерия „Dell Bello“
- 1992 – Малта – Национален музей на изящните изкуства, март Национален исторически музей, март галерия „100“, юни-юли
- 1992 – Антверпен, Белгия – „Galerij de Lelie“
- 1992 – 99 – „Europ’ Art“, Женева, Швейцария
- 1993 – София, България – галерия „Кати“
- 1994 – Пловдив, България, галерия „Жанет“
- 1995 – София, България, галерия „Сезони“
- 1996 – София, България, Национален парламент
- 1996 – Будапеща, Унгария, Дворец на културата
- 1997 – Пловдив, България, галерия „Ромфея“
- 1997 – София, България, Национална галерия за чуждестранно изкуство
- 1997 – 2008 – Пловдив, България, арт панаир „Импресия“
- 1998 – Каруж, Швейцария, „Galerie de la Fontenette“
- 1999 – Пловдив, България, галерия „Дяков“
- 2000 – София, България, Национален дворец на културата - Салон на изкуствата
- 2000 – Пловдив, България, галерия „Бараците“
- 2000 – Барселона, Испания, арт панаир Барселона
- 2001 – Сент Кугат дел Валес, Испания, галерия „Mercantic“
- 2003 – Пловдив, България, галерия „Жорж Папазов“
- 2004 – Пловдив, Блгария, Къща НАТО
- 2005 – Пловдив, България, есенни изложби, старинен Пловдив - почетно участие
- 2006 – София, България, галерия „Арте“
- 2007 – Пловдив, България, Градска художествена галерия – юбилейна изложба
- 2007 – София, България, Национален дворец на културата – Салон на изкуствата – юбилейна изложба
- 2007 – Мол, Белгия, център ’tKristallijn
- 2007 – Хисар, България, Дом на културата
- 2008 – София, България, галерия „Сезони“
- 2008 – Пловдив, България, галерия „Дяков“
- 2009 – Почлам, Австрия
- 2009 – Пловдив, България, галерия „Дяков“
- 2019 - Хисаря, Туристически информационен център, изложба „Душата ми“

## Други участия
- 1989 – Четвърти годишен конкурс и изложба за миниатюра, Торонто, Канада, галерия „Dell Bello“
- 1990 – Първи международен конкурс за живопис, галерия „Henry Tanas“ Торонто, Канада
- 1992 – 93 – Sosiete des Artistes Francais, Гранд пале, Париж, Франция
- 1993 – Société des Beaux-Arts, Гран пале, Париж, Франция
- 1993 – Българско изкуство, Страсбург, Франция
- 1993 – Българско изкуство, UNESCO, Франция
- 1993 – 94 – Europe Art, Авиньон, Франция
- 1994 – галерия „Prista“, Вашингтон, САЩ
- 1994 – 95 –галерия „Orama", Солун, Гърция
- 1994 – Университетска галерия, Синсинати, САЩ
- 1994 – Международен конкурс - стенопис, Пескара, Италия
- 1998 – галерия „Възраждане“, Пловдив, България
- 1999 – галерия „Дяков“, Пловдив, България
- 2002 – галерия „L’Union“, Пловдив, България
- 2003 – галерия „Филипополис“, Пловдив, България
- 2003 – 2004 – пленер, остров „Свети Ахил“, Гърция
- 2004 – галерия „Жорж Папазов“, Пловдив, България
- 2005 – участва и е допуснат след предварителен подбор в 1 световен конкурс за съвременна живописна творба на фондация „Онасис“, Гърция
- 2005 – галерия „Жорж Папазов“, Пловдив, България
- 2006 – галерия „Сезони“, София, България
- 2006 – галерия „Жорж Трак“, Пловдив, България
- 2006 – галерия „Лаврен“, София, България
- 2008 – галерия „Жорж Папазов“, София

## Награди
- 1989 – Голямата награда – Четвърти годишен конкурс и изложба за миниатюра, Торонто, Канада, галерия „Dell Bello“
- 1990 – Голямата награда – Първи международен конкурс за живопис, галерия „Henry Tanas“, Торонто, Канада
- 1993 – Първа награда за живопис – Sosiete des Beaux-Art, Гранд пале, Париж, Франция
- 1994 – Втора награда международен конкурс-стенопис – Academia D’Abruzzo, Пескара, Италия
- 1994 – Сребърен медал за живопис – Prezident region Provence-Alpes Cote D’azur, Авиньон, Франция
- 1996 – Първа награда за живопис – Forum Flandro-Bulgaricum, София, България
- 1994 – 96 – Първа награда – Годишен конкурс за миниатюра, Art Addiction Gallery, Стокхолм, Швеция
- 1997 – Първа награда – конкурс „Expression de L’Ineffable“ – Orva Foundation – Холандия и Национална галерия за чуждестранно изкуство
- 2000 – Голямата награда на Петия салон на изкуствата, Национален дворец на културата, София, България
- 2004 – Първа награда на първия национален конкурс на „Галерия Todoroff“ на тема „Философията на виното и живота“ София, България
- 2004 – Специалната награда Стара Загора на Първо квадринале на Балканите на тема „Мит и легенда“, Стара Загора, България
- 2007 – Златното перо, галерия Макта и радио FM Classic, София, България
- 2008 – Специална награда на галерия „Дяков“, Пловдив България
- 2009 – Извънредна специална награда на община Почлам, роден град на Оскар Кокошка, Австрия